# Spikning
För andra betydelser, se Spikning (olika betydelser).
Spikning, indrivning av spik, används huvudsakligen till sammanfogning av träarbeten. För grövre spik och hårt trä förborras vanligen med spikborr, vars diameter är högst två tredjedelar av spikens. För indrivningen används antingen hammare eller press. Den senare metoden mest använd vid masstillverkning av träarbeten, till exempel vid låd- och palltillverkning, då en särskild spikmaskin, används. För utdragning av inslagen spik används ett tångliknande verktyg, spikutdragare, eller den kloliknande delen av ett hammarhuvud eller en hovtång. För grov spik, särskilt vid rivningsarbeten används en kofot.
Som alternativ till spikning används skruvning för sammansättning av träarbeten. En skruv skonar träet mera och ger en fastare anslutning. Delarna kan också lättare tas isär, om så skulle erfordras.